# Калиничев, Михаил Михайлович
Калиничев Михаил Михайлович (род. 2 сентября 1976) — российский актёр театра и кино, Заслуженный артист Российской Федерации (2008).

## Биография
Михаил Калиничев родился 2 сентября 1976 года в Москве. После окончания общеобразовательной школы (9 классов) Михаил поступил в Колледж Российского университета театрального искусства — ГИТИС, где учился на курсе профессора Бориса Гавриловича Голубовского. После получения образования был приглашён на работу в Московский Новый Драматический театр (МНТД), где он работает с 1995 года и по сегодняшний день.

## Личная жизнь и семья
Женат, есть ребёнок: жена — Елена, сын — Степан.
Место проживания: Россия, Москван.

## Творчество

### Роли в театре
- «ЧЕХОВ. ПРОЕКТ. Версия первая. „ЕСЛИ БЫ ЗНАТЬ…“, Версия вторая. „Сюжет для небольшого рассказа“, Версия третья. „Люди, львы, орлы и куропатки“, Версия четвёртая. „Finita la comedia“» А. П. Чехов — Астров Михаил Львович, Вершинин Александр Игнатьевич, прохожий
- «Лес» А. Н. Островский — Геннадий Несчастливцев
- «Что угодно, или 12 ночь» Уильям Шекспир — Орсино, Герцог Иллирийский
- «Три мешка сорной пшеницы» В. Ф. Тендряков — Кистерев
- «В ожидании Годо» Сэмюэл Беккет — Эстрагон
- «Брат Алеша» по мотивам романа Ф. М. Достоевского «Братья Карамазовы» — штабс-капитан Снегирёв
- «Провинциальные анекодоты» А. В. Вампилов — Анчугин шофер
- «Сейлемские ведьмы» Артур Миллер — Джон Проктор
- «От первого лица» М. Ю. Лермонтов — Печорин
- «Чудо святого Антония» Морис Метерлинк — гости
- «Настоящий ZAPAD» Сэм Шепард — Ли
- «Настасья Филипповна» опыт импровизации по роману Ф. М. Достоевского «Идиот» идея Анджея Вайды — Князь Мышкин, Парфен Рогожин
- «Дело» А. Сухово-Кобылин — Тарелкин
- «Тойбеле и её демон» Исаак Башевис Зингер, Фридман Ив — Алхонон
- «12 разгневанных мужчин» Реджинальд Роуз — Восьмой
- «Додзёдзи-Храм» Мисима Юкио — Поэт
- «Улыбки летней ночи» Ингмар Бергман — Фрид
- «Разбойники» Фридрих Шиллер — Берг
- «Один из последних вечеров карнавала» Карло Гольдони — ткач Агустин
- «Реванш королевы, или Новеллы Маргариты Наваррской» Э. Скриб, Э. Легуве — Бабьека
- «Московские истории о любви и браке» Островский А. Н. — Кучер Толстогораздова
- «Время рожать» Ерофеев Виктор — Милиционер, Петя О., Корреспондент ТВ, Молодой прокурор, Мальчик Митя, Недоступно взрослый мальчик, Дима Васильев
- «Лысая певица» Э. Ионеско — Господин Мартен
- «Кошкин дом» — 1-й котёнок
- «Эльсинор» по пьесе «Гамлет» Уильяма Шекспира — Розенкранц, Гильденстерн
- «Клочки по закоулочкам» Григорий Остер — Петух
- «Происшествия Невероятные» по рассказам Ф. М. Достоевского — Клиневич
- «Шутники» Островский А. Н. — Недоносков
- «Синдбад-Мореход» В. Шульжик, Ю. Фридман — Али садовник
- «Чудаки, или Жених с Зелёного мыса» Вольтер — Кавалер
- «Догоним солнце» Шмелёв И. С. — Шлюпик
- «12 новелл о любви» А. П. Чехов — Дубов офицер, Брыкович, Иван Бугров

### Роли в кино
- 2001 — Дальнобойщики (6-я серия «Эпидемия») — Стасик
- 2004 — Время жестоких — Лёня Сторожев
- 2004 — Штрафбат — Тимофей Цыганков, штрафник
- 2005 — Оперативный псевдоним 2. Код Возвращения — лейтенант Петров
- 2008 — В июне 41-го — сержант Карпенюк
- 2008 — Новая жизнь сыщика Гурова (фильм 1-й) — Сергеев
- 2010 — Путейцы-2 (2-я серия) — Дима
- 2011 — Немец — Зигфрид Райнвальд
- 2011 — Неистовый, яростный, бешеный… — Валентин Платонов
- 2021 — Пункт пропуска — «смотрящий»

## Признание и награды
- 2006 — приз за лучшую мужскую роль Международного театрального фестиваля в г. Могилёв, Беларусь. Спектакль «Настоящий ZAPAD», роль — Ли
- 2009 — приз за лучшую мужскую роль на Театральном Фестивале камерных спектаклей по произведениям Фёдора Достоевского в Великом Новгороде (Ярославская область) (совместно с Андреем Куриловым). Спектакль «Настасья Филипповна», роль — Князь Мышкин
- 2017 — Золотой Диплом Международного театрального форума «Золотой Витязь». Спектакль «Брат Алеша», роль — штабс-капитан Снегирев